# جانپیترو مارکتی
جانپیترو مارکتی (به ایتالیایی: Gianpietro Marchetti) بازیکن فوتبال و اهل ایتالیا است که از سال ۱۹۷۲ میلادی عضو تیم ملی فوتبال ایتالیا بوده و در ۵ بازی ملی حضور داشته است. او در بازی‌های ملی‌اش گلی به ثمر نرساند.
جانپیترو مارکتی آخرین بازی ملی خود را در سال ۱۹۷۳ میلادی انجام داد.